# Minas de Eugui
Las minas de Eugui explotan un yacimiento de magnesita considerado entre los más grandes de Europa situado a unos 2,5 km al N de Eugui, en el municipio de Esteríbar  (Navarra). La explotación se ha llevado a cabo a cielo abierto, sobre tres cortas que recibieron los nombre de Asturreta, Azcárate y Lavasar. En 2020 produjeron 260.000 toneladas, que en más del 50% se exportaron a otros países europeos. La empresa explotadora, Magnesitas Navarras, forma parte actualmente del grupo Rouiller

## Historia

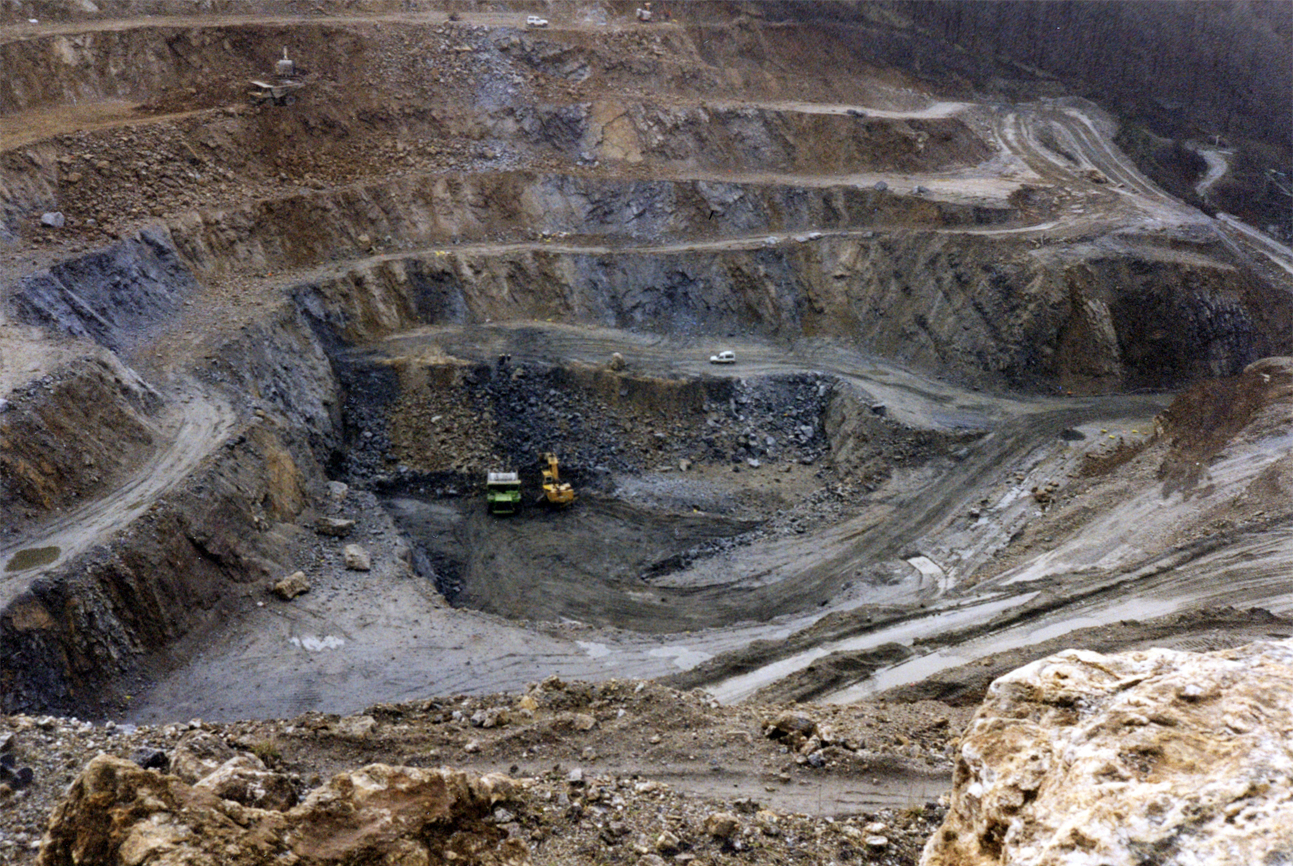
Imagen de la corta Azcárate, en Eugui, en el año 2000

El yacimiento de magnesita se descubrió a principios de la década de 1940, al observar la presencia de cantos de mineral en el río Arga. Los descubridores registraron la concesión El Quinto. En 1945 se creó la empresa Magnesitas Navarras S.A. (MAGNA), que obtuvo los derechos de la explotación de la concesión a cambio de abonar un canon a los dueños. Las primeras labores se llevaron a cabo durante los siguientes años, para obtener magnesita para fabricación de refractarios, en la llamada Cantera de los Militares. Inicialmente, la magnesita se procesaba en una planta situada en Andoáin, pero entre 1951 y 1953 se construyó una nueva planta de procesado en Zubiri. En 1966 entró en el capital la sociedad alemana Didier AG Wiesbaden. En la década de 1980 la empresa entró en una grave crisis económica que incluso amenazó su viabilidad, y en  el Gobierno Foral de Navarra entró en el capital, llegando a superar el 90%. En enero del año 2000, fue privatizada, pasando a ser propiedad en un 60% de la empresa Roullier y en un 40% de Grecian Magnesite. A mediados de la década del 2000, la producción de óxido de magnesio alcanzó las 145.000 toneladas anuales. En 2018, el grupo Rouiller adquirió el 10% de las acciones de Magnesitas Navarras. 

## Geología
El yacimiento de Eugui está situado en el borde SW del macizo de Alduides-Quinto Real, del paleozoico, encajado en una serie carbonatada del Namuriense, en la base del Carbonífero. El yacimiento, de tipo estratiforma, está formado por un lentejón de magnesita intercalado entre dolomías del Namuriense, con una potencia generalmente superior a los 50 metros.

## Mineralogía

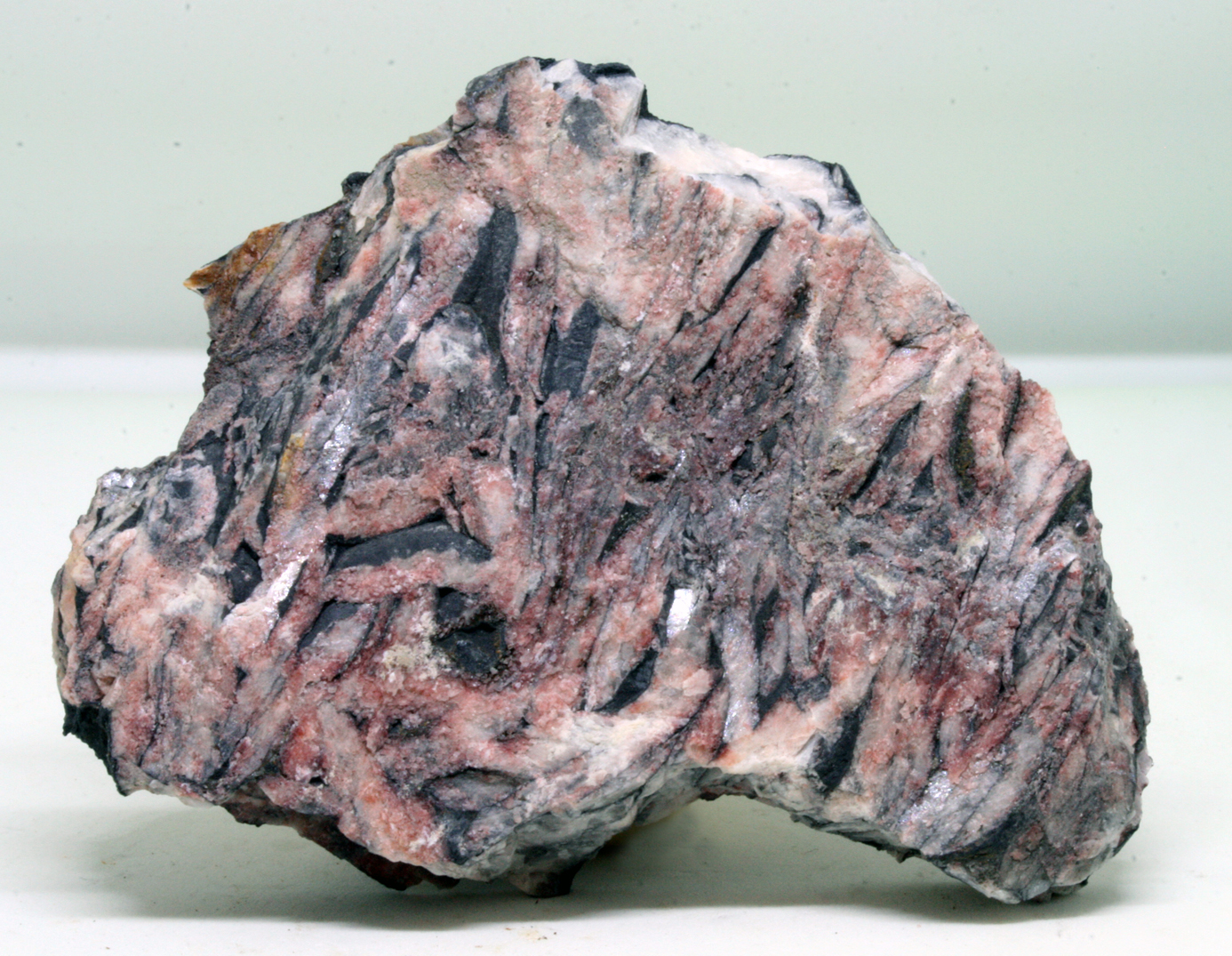
Secciones de cristales de magnesita. Corta Azcárate, Eugui.

El yacimiento está formado por capas de un grosor de entre 3 y 10 cm, formadas por cristales lenticulares de magnesita, de los que se aprecián sus secciones alargadas, conocidas como pinolitos, distribuidos entre un material arcilloso con abundante materia carbonosa, que le da color negro.  Junto con ella se encuentra  dolomita, con pequeñas cantidades de aragonito, cuarzo, pirita, calcita y baritina. Este yacimiento es conocido mundialmente por la aparición en él de grandes cristales de dolomita, formando ejemplares que se consideran entre los mejores del mundo y que han ido a formar parte de las colecciones de gran número de museos. En algunas zonas de la corta Azcárate, especialmente ricas en materia orgánica, se han encontrado una serie de fosfatos poco comunes, como fluellita, minyulita, crandallita, cacoxenita  y especialmente bariosincosita, de la que este yacimiento es el segundo conocido en el mundo.

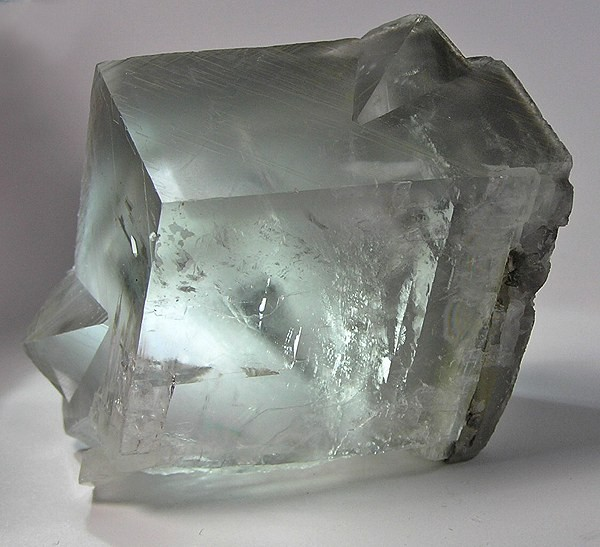
Cristal de dolomita de la corta Azcárate, Eugui. Tamaño, 4,5 cm. Fotografía de Robert M. Lavinsky